# Pena Trevinca
Pena Trevinca är ett berg i Spanien.   Det ligger i provinsen Provincia de Ourense och regionen Galicien, i den nordvästra delen av landet, 300 km nordväst om huvudstaden Madrid. Toppen på Pena Trevinca är 2 127 meter över havet.
Terrängen runt Pena Trevinca är huvudsakligen kuperad, men norrut är den bergig. Pena Trevinca är den högsta punkten i trakten. Runt Pena Trevinca är det mycket glesbefolkat, med 3 invånare per kvadratkilometer. Närmaste större samhälle är Puente de Domingo Flórez, 16,5 km norr om Pena Trevinca. I omgivningarna runt Pena Trevinca växer i huvudsak barrskog.